# Король под горой

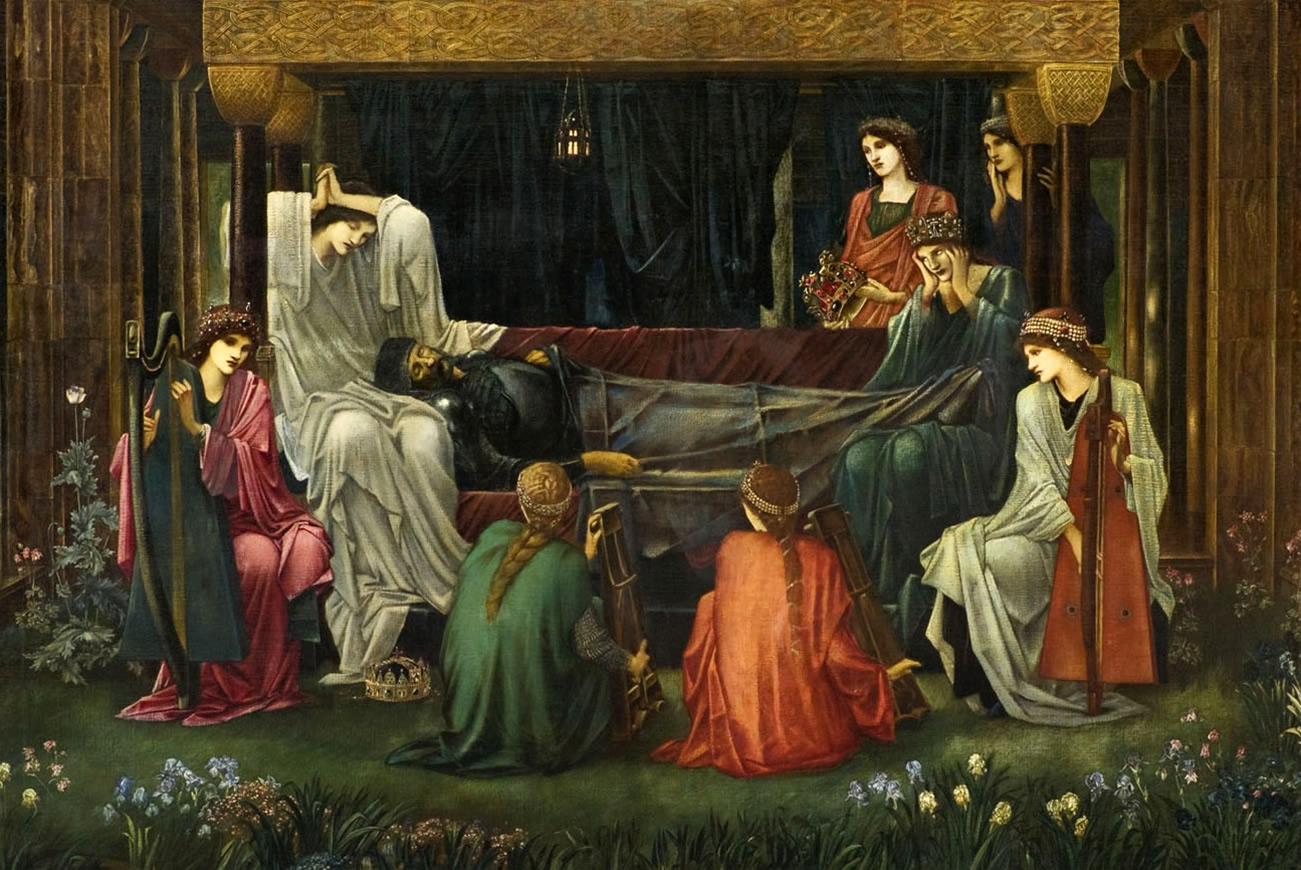
Э. К. Бёрн-Джонс, «Последний сон короля Артура»

Король под горой (спящий герой) — традиционный мотив фольклора и мифологии, встречающийся в легендах многих народов Европы и Кавказа. Истории данного типа повествуют о легендарных героях, часто сопровождаемых вооружённым отрядом соратников, которые спят в земных недрах — горных пещерах, на удалённых островах или в потустороннем царстве, и проснутся, когда их родина будет испытывать трудности. Данный герой зачастую является исторической фигурой и военным лидером, оставившим след в истории той страны, где показывают данную гору, проигравшим свою последнюю битву и погибшим в ней, но любимый народным сознанием.

## Характеристика
Круг историй, собранных братьями Гримм, охватывает таких персонажей, как императоры Фридрих Барбаросса или Карл Великий. Обычно пребывание героя под горой является тайной, — несмотря на то, что со дня его гибели прошли века, — пока какой-либо любопытствующий случайно не набредает на пещеру (обычно в поисках потерянного животного). Почти всегда в рассказе фигурирует длинная борода, которая отросла у героя, пока он спал.
В версии братьев Гримм герой пробуждается и заговаривает со случайным прохожим, задавая ему вопрос: «Орлы (или вороны) ещё кружат над вершиной горы?». Прохожий (или таинственный голос) отвечает утвердительно, тогда герой прогоняет его: «Уйди! Мое время ещё не пришло».
Это связано с тем, что герой, любимый народной фантазией и считавшийся погибшим в смертельной битве, на самом деле будто бы не потерпел поражение, а был спасён каким-либо мистическим покровителем, и в данный момент спит в горе, ожидая призыва, чтобы проснуться вместе со своими рыцарями и спасти свою нацию в день смертельной опасности. Птицы должны указать ему на этот день.
Прохожий, как правило, страдает от случайно узнанной тайны: он мгновенно стареет, его голова седеет, и зачастую он умирает, успев лишь поведать свою историю. Обычно это связывается с тем, что в подобной пещере, которая относится к потустороннему миру, время течет с иной скоростью, чем на земле — то есть таким образом эти прохожие являются первыми путешественниками во времени в европейской литературе.

### Происхождение мотива
Классификация сюжетов Антти Аарне связывает данный мотив (№ 766) с историей семи спящих отроков Эфесских, которые были замурованы языческим императором в пещере, но проснулись несколько веков спустя, когда пещера была обнаружена.

## Список спящих героев
Исчезнувшие народы

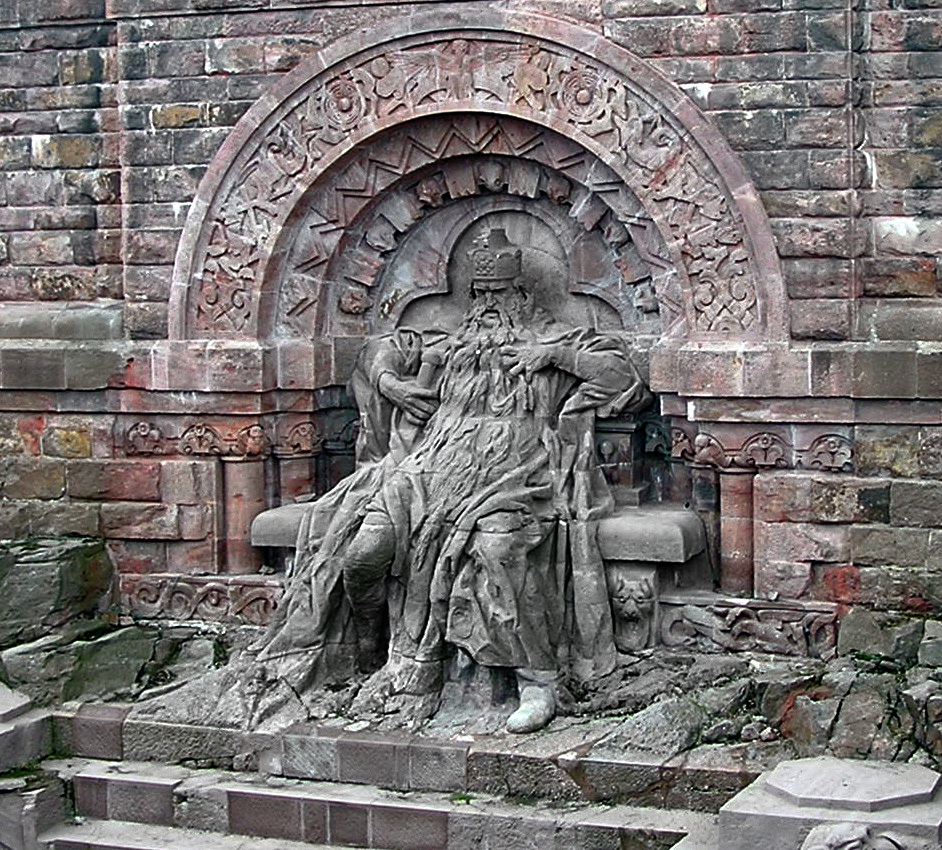
Статуя императора Фридриха Барбароссы у горы Кифхойзер. Отросшая борода императора оплетает трон

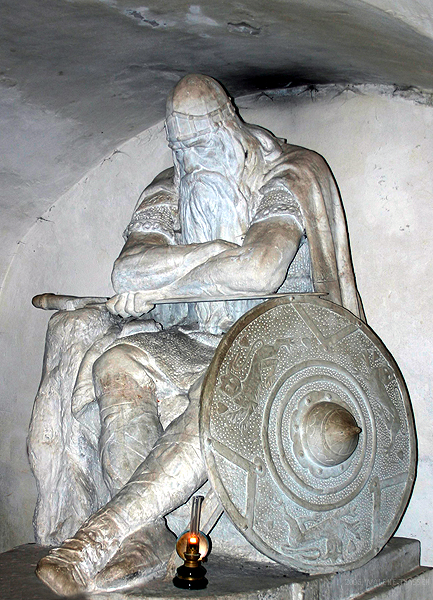
Статуя Ожье Датчанина в замке Кронборг изображает героя, спящего в одном из подвалов этого здания

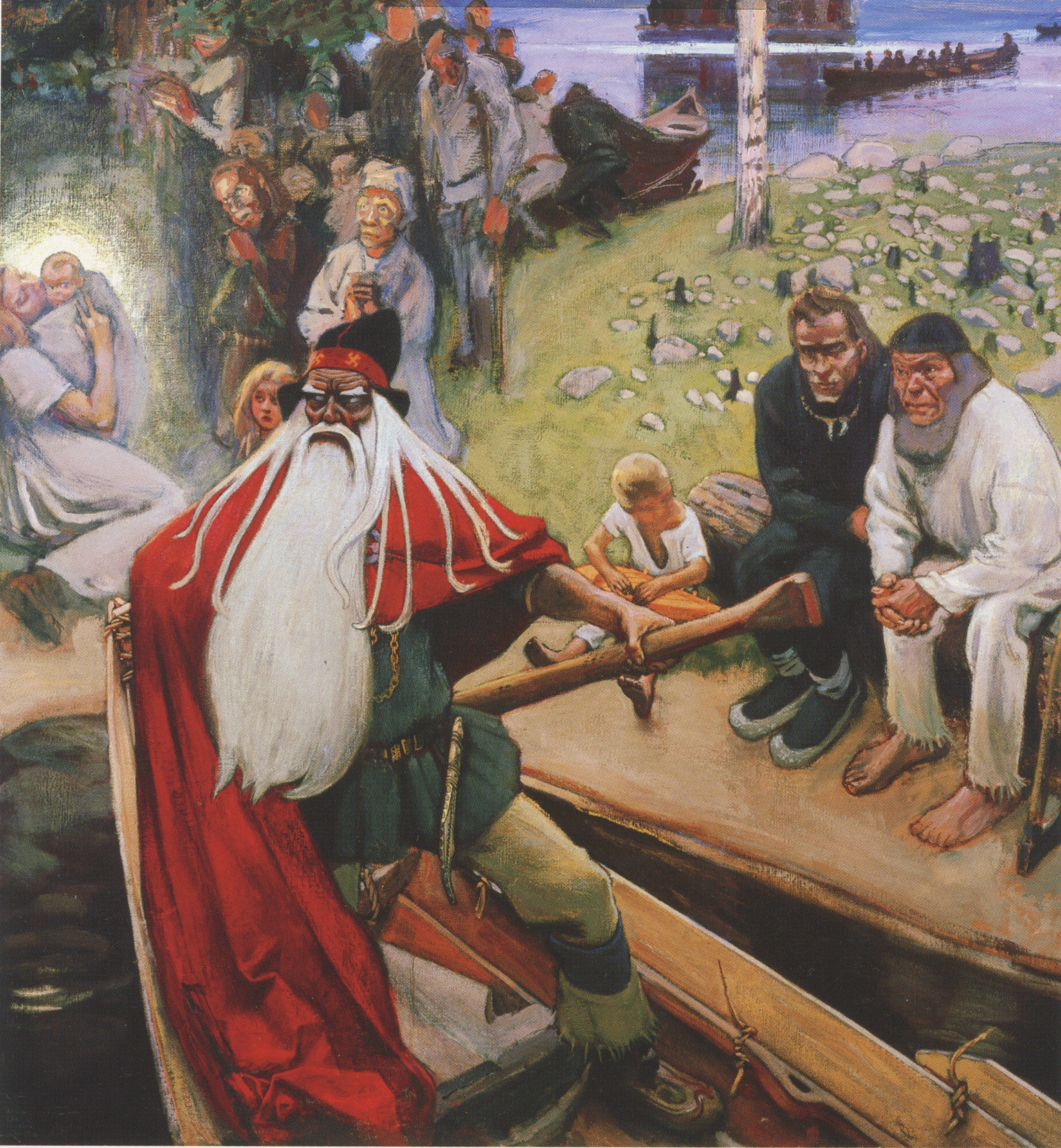
А. Галлен-Каллела. «Отплытие Вяйнямёйнена»

- Залмоксис — полумифический правитель гето-даков, удалившийся в «подземное жилище».

Британские острова
- Король Артур спит на острове Авалон, куда был увезён четырьмя загадочными королевами с поля битвы, где его смертельно ранил Мордред.
- Волшебник Мерлин был усыплён колдовством Нимуэ и спит под холмом.
- Король Бран Благословенный (Уэльс).
- Английский король Гарольд II Годвинсон. В некоторых англо-саксонских легендах утверждалось, что он выжил в битве при Гастингсе и обязательно вернётся, чтобы изгнать норманнов[4].
- Герой Финн Мак Кумал заснул в пещере под Дублином вместе со своими фениями под скалой кузнеца на острове Скай. Если кто-нибудь войдёт туда и трижды подует в Деревянного Свистуна, который лежит рядом с Финном, они поднимутся живыми и здоровыми, какими были прежде[5]. (Вариант — Финн превратился в колонну)
- Сэр Фрэнсис Дрейк. Он придёт на помощь Англии, когда услышит стук своего барабана.
- Джеральд Фицджеральд, 8-й граф Килдэр, Ирландия, чернокнижник, спит со своим войском под местечком Курра[англ.]. По легенде, он просыпается раз в семь лет, объезжая окрестности: когда копыта его боевого коня «сточатся до толщины кошачьего уха», то войско графа пробудится и изгонит англичан из Ирландии.
- Оуайн Глиндур, последний валлийский принц Уэльса. Спит в Замковой пещере (англ. Castle Cave) в Гвенте (англ. Gwent) со своими воинами, чтобы однажды проснуться и вернуть Уэльсу независимость[6].
- Валлийский вождь Овайн Хлаугох спит в пещере замка Каррег Кеннен в Южном Уэльсе вместе с воинами. Он и дружина будут спать там, пока их не разбудит звук рога и лязг оружия на Риугох [Rhywgoch], и тогда они восстанут и победят саксонских врагов, прогнав их со своей земли.

Византия
- Император Константин XI Драгаш, который, согласно христианским легендам, во время штурма турками Константинополя не был убит в бою с турками: императора забрали ангелы и унесли его. Утверждалось, что император был спрятан в подземной пещере у Золотых ворот, где заснул и превратился в мрамор. По легенде, император вернётся, когда Константинополь будет избавлен от турецкого владычества: ангелы дадут Константину меч, и он «прогонит вражеское войско до Красной Яблони». Турки уверовали в легенду настолько, что замуровали Золотые ворота, построили вокруг Семибашенную крепость с тюрьмой и насадили огороды, опасаясь возвращения императора[7]. См.: Мраморный царь.

Восточная Европа
- В горе спит король жемайтов (великанов) войска святого Казимераса. Войско проснётся, когда Литва попадёт в опасность.
- Князь Витаутас Великий (Витовт), чьё захоронение неизвестно, вернётся в случае опасности, грозящей Литве.
- Молдавский князь Стефан III Великий
- Словацкое народное предание гласит, что в горе Ситно спят словацкие рыцари, которые будут призваны в трудный для Словакии час. Каждые семь лет старший из них взбирается на вершину горы и кричит: «Настало ли время?», обращаясь ко всем четырём сторонам. Если со всех сторон молчание, то он возвращается обратно[8].
- Польские рыцари, спящие под Татрами.
- Польский горный массив Гевонт (пол. Giewont) считается олицетворением спящего польского рыцаря[9].
- Сербский Кралевич Марко: «Его меч спрятан под большим камнем, но понемногу выдвигается из скалы: конь, стоя перед господином, жует понемногу пшеницу из большой торбы. Когда весь меч выйдет наружу и конь сжуёт всю пшеницу, тогда проснётся Марко-Королевич и пойдёт на защиту своего народа».
- Чешский князь Вацлав Святой. Спит под горой Бланик. В той же горе спит гуситское войско. Чехи верили, что Святой Вацлав в случае нападения на Чехию приедет на белом коне, держа в руке меч Брунцвика, и поможет стране выстоять[10].
- Голем, чьи останки замурованы в фундамент пражской синагоги, воспрянет и защитит еврейский народ.
- Король Ячменьк, правитель Моравии, вернётся на помощь стране в случае нападения врагов[10].
- Согласно венгерским верованиям, Чаба, сын Аттилы.
- Венгерский король Матьяш Хуньяди — как фольклорный персонаж Король Матьяш[англ.].
- В Карпатах спит Олекса Довбуш, гуцульский народный герой.

Россия
- Александр Васильевич Суворов, по легенде, спит в дремучем лесу среди мхов и болот в каменной пещере, где горит неугасимая лампада и слышится поминальная молитва о рабе Божием Александре. По легенде, когда России будет угрожать смертельная опасность, Суворов проснётся и выйдет из пещеры[11].
- Ленин в Мавзолее. Истории о Ленине, который проснулся или должен проснуться, часто встречаются в фольклоре, начиная с середины 1920-х[12].
- Чемень — герой чувашской народной сказки, богатырь, защитник родины[13].
- В одной из пещер на берегу реки Нёмда спит легендарный марийский кугыз-князь Чумбылат. Он лежит на золотом камне, как знаменитый германский император Фридрих Гогенштауфен. И, как и глава гибеллинов, Чумбылат проснётся в последние времена, когда пробудятся даже камни. Он придёт, чтобы возглавить свой любимый марийский народ.
- Богатырь из сатирической сказки М. Е. Салтыкова-Щедрина.

Германия и Австрия
- Король Генрих I Птицелов. Спит под горой Раммель (нем. Rammel). Перед смертью заложил три камня в стены города Гослар, со словами, что он вернётся, когда они выпадут, но поскольку неизвестно, что это за камни, вынуть их нельзя.
- Император Карл Великий спит в подземельях своего замка в Нюрнберге.
- Император Фридрих Барбаросса. Спит под горой Кифхойзер в Тюрингии или под Унтерсбергом[нем.] в Баварии (также под этой горой помещают императора Карла).
- Император Фридрих II. Спит в горах Зальцбурга. «В один чудесный день, когда засохшая груша вдруг принесёт плоды, Спящий Король встанет из-под земли и снова соберет свои полки…»
- Евгений Савойский (принц Ойген)
- Кронпринц Рудольф. О том, что Рудольф не покончил с собой, а бежал за океан и основал там «мужицкое царство», писал Иван Франко в цикле «В Бразилию» (перевод Бориса Турганова). В романе хорватского писателя Августа Цесарца «Императорское королевство» утверждалось, что когда-нибудь Рудольф вернётся, станет императором Австрии и восстановит в стране справедливость.

Испания и Португалия
- Боабдиль, последний исламский правитель Гранады, вместе с войском спит в холмах вокруг города.
- Португальский король Себастьян I. Точное место упокоения не известно, но «он когда-нибудь вернётся и спасёт страну».
- Бернардо дель Карпио спит в пещере в Астурийских горах.

Кавказ и Закавказье
- Герой нартского эпоса Сосруко спит в ледниках Эльбруса.
- Согласно грузинской легенде, царица Тамара вечно спит на золотом ложе, но когда дойдёт до неё голос людской скорби, она проснётся и воцарится вновь. Это поверье поддерживается отсутствием точных указаний о местонахождении её могилы.
- Герой армянского эпоса «Давид Сасунский» Мгер Младший ушёл в скалу, но с тех пор, два раза в год — в праздник роз и на Вознесение, выходит из скалы и скачет вокруг неё на волшебном коне Джалали, проверяя, выдерживает ли земля его вес. Пока его конь ступает по скалам, он держится твёрдо, но как только он ступает на землю, его копыта вязнут. Тогда Мгер, видя, что земля не держит его, снова уходит в скалу. В пещере Мгера вечно горит лампада и вечно вертится колесо — по легенде, когда лампада погаснет, а колесо остановится, ему придёт пора выйти из скалы.

Говорят, как-то в ночь под Вознесенье одному пастуху привелось быть у подножья Агравакара. Раздвинулся Агравакар, пастух вош`л внутрь и видит: перед ним конь исполинский, а рядом с конём исполин, брови как два утеса на очи надвинуты. «Верно, это Мгер Сасунский?» — подумал пастух и обратился к исполину:
— Мгер! Когда ты отсюда выйдешь?
Мгер ему на это ответил так:
— Если я выйду отсюда, земля меня не удержит. Мир на кривде стоит. Мир полон зла. Когда мир будет разрушен и создастся вновь, когда ячменное зерно будет величиною с орех, когда пшеничное зерно будет величиною с ягоду шиповника — лишь тогда я получу повеление выйти отсюда.
Говорят, по пятницам из Агравакара течёт вода. Говорят, эту воду из земли выбивает копытом Конек Джалали.

Говорят, каждую пятницу путники, проходя мимо Агравакара, слышат ржанье Конька Джалали… («Давид Сасунский» (эпилог))
...зарыт он без почестей бранных

     Врагами в сыпучий песок,

     Лежит на нем камень тяжелый,

     Чтоб встать он из гроба не мог.

     И в час его грустной кончины,

     В полночь, как свершается год,

     К высокому берегу тихо

     Воздушный корабль пристает.

     Из гроба тогда император,

     Очнувшись, является вдруг;

     На нем треугольная шляпа

     И серый походный сюртук.

     Скрестивши могучие руки,

     Главу опустивши на грудь,

     Идет и к рулю он садится

     И быстро пускается в путь.

     Несется он к Франции милой,

     Где славу оставил и трон,

     Оставил наследника-сына

     И старую гвардию он...
Скандинавия
- Принц Ожье Датчанин. Спит под замком Кронборг. Вариант — его забрала фея Моргана на Авалон, откуда он вернулся 200 лет спустя, чтобы принять участие в битвах во Франции.
- Норвежский король Олаф I Трюггвасон
- Герой карело-финского эпоса Вяйнямёйнен, персонаж Калевалы, садится в лодку и обещает вернуться, когда его народу потребуется помощь.
- Рыцари Оллеберга[англ.], погибшие в битве при Фальчёпинге[швед.]: их призраки якобы скрыты в горе Оллеберг[англ.].

США
- Индейский вождь Текумсе — поздняя легенда, явное заимствование из фольклора европейских переселенцев.
- Джон Фицджеральд Кеннеди. Сторонники конспирологического движения QAnon верят в возвращение погибшего президента, который покончит с коррупцией в США[14].

Франция
- Император Наполеон — как и король Артур, находится на острове — в связи с обстоятельствами своей смерти.

Швейцария
- Вильгельм Телль. Вариант: «Три Телля» — люди, одетые в старинную одежду, спят в горах у озера Вальдштеттер (Waldstätter).

### Горные массивы с безымянными героями
- Гигант, превратившийся в горный массив Гевонт (Польша)
- Безымянный гигант, спящий под горой Плинлимон[англ.] (Великобритания)
- Слипин-Джайент[англ.] в штате Коннектикут. Согласно представлениям индейцев, в один из дней внезапно проснётся и уничтожит мир.
- Гора Юта[англ.]), штат Колорадо. Олицетворение покровителя индейцев, который уснул вечным сном после битвы со Злом[15][16][17][18].
- Гора Покойник, село Верхняя Заимка, на р. Верхняя Ангара, Республика Бурятия[19].

## В современных произведениях
- Толкин использует мотив Короля-под-Горой несколько раз, в частности, это тема призрачных армий Дунхарроу[20]. В «Хоббите» он применяет словосочетание к королю гномов — к фольклорному сюжету в данном случае оно отношения не имеет, хотя судьба одного из них — короля Эребора в изгнании Торина Дубощита — складывается вполне канонично. Этот мотив получает своё развитие во «Властелине Колец», когда в час смертельной опасности в Гондор возвращается истинный король — Арагорн.
- Клайв Стейплз Льюис также использует этот фольклорный мотив в шестой (первой по хронологии) книге Хроник Нарнии «Племянник чародея», описывая пробуждение спящей королевы Джадис от звука заколдованного гонга. Заметная сюжетная разница с западноевропейской легендой состоит в том, что здесь пробуждается не добрый, а злой правитель, и не для спасения собственной страны, а ради продолжения злых дел в иных мирах. Также у Льюиса в книгах «Серебряное кресло» и «Последняя битва» фигурирует Отец Время, который просыпается в момент конца Нарнии.
- Также пробуждение злого короля под горой описывается в фильме «Люди Икс: Апокалипсис». Древний мутант Эн Сабах Нур, впавший в спячку несколько тысяч лет назад, пробуждается в современном Египте, и главным персонажам приходится ему противостоять.
- Пол Андерсон использует легенду о Хольгере Датчанине в романе «Три сердца и три льва», где герой действует не только в сказочно-легендарном мире, но и сражается против нацистов.
- В игре UNDERTALE — мотив Короля-под-горой был использован для создания персонажа Азгора Дримурра, короля монстров. Также на это отсылает название трека играющего перед битвой с Азгором — Bergentrückung (С нем. Король под горой)
- В 2020 году московская группа Оргия Праведников выпустила альбом «Время будить королей», в названии и заглавной песне которого отсылается на легенды о «спящих королях», подчеркивая таким образом апокалиптичное настроение альбома.
- Песня «Кровь королей» российской группы Ария повествует о спящем короле Артуре.